# Џоган
Џоган (貞観) је јапанска ера (ненко) која је наступила после Тенан и пре Гангјо ере. Временски је трајала од априла 859. до априла 878. године и припадала је Хејан периоду. Владајући цареви били су Сеива и Јозеи.

## Важнији догађаји Џоган ере
- 859. (Џоган 1, први месец): Све новогодишње прославе забрањене су услед периода националне жалости због смрти претходног цара Монтокуа.[3]
- 864. (Џоган 6, пети месец): Ерупција вулкана Фуџи која је трајала десет дана. Лава и пепео су дошли до обала Еда што је лишило многе животе и домове Јапанаца.[4]
- 869. (Џоган 10): Рођен је Сеивин син Јозеи који је убрзо именован будућим наследником трона.[5]
- 9. јул 869. (Џоган 11): Велики земљотрес који је изазвао цунами уништио је велике делове Санрику обале близу Сендаја.
- 876. (Џоган 17, једанаести месец): У 18 години Сеивине владавине, цар предаје власт свом петогодишњем сину који је још увек сувише млад да би званично владао. Сеизева постаје монах.[6][7]